# Ardeotis arabs

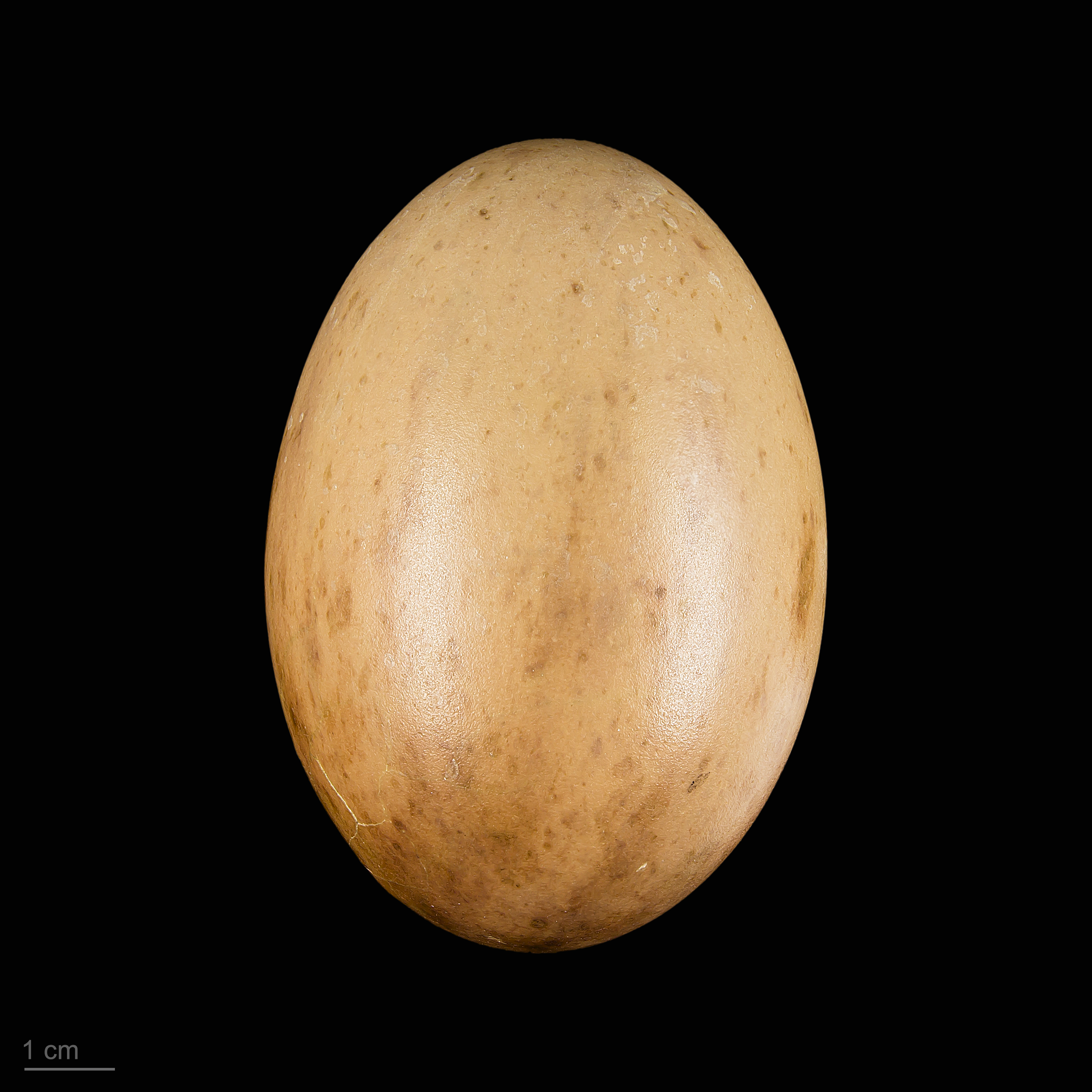
Ardeotis arabs

L'otarda araba (Ardeotis arabs) è una specie di uccello della famiglia Otididae.

## Distribuzione
Vive in Algeria, Burkina Faso, Camerun, Ciad, Costa d'Avorio, Gibuti, Eritrea, Etiopia, Gambia, Ghana, Guinea-Bissau, Kenya, Mali, Mauritania, Marocco, Niger, Nigeria, Arabia Saudita, Senegal, Somalia, Sudan e Yemen.